# Tehov (okres Praha-východ)
Tehov je obec v okrese Praha-východ ve Středočeském kraji. Rozkládá se asi dvacet šest kilometrů jihovýchodně od centra Prahy a čtyři kilometry jihovýchodně od města Říčany. Žije zde přibližně 1 200 obyvatel. Součástí obce jsou také osady - Lada, Hačalka, Údolí Raků a osada Hajdalák.

## Název
Název vesnice je odvozen z příjmení Těh ve významu Těhův dvůr. V historických listinách se objevuje ve tvarech Ottho de Tehow (1309), Tehow (1352), in willis Thehowie (1390), Tehow (1543), w Tehowie Welikem (1547) a Welky Tehow (1654).
Do roku 1919 se obec jmenovala Velký Tehov (německy Gross Tehow).

## Historie
První písemná zmínka o Tehově pochází z roku 1309. Přestože se objevuje v predikátu, panské sídlo v té době ve vsi nejspíše nestálo. Za zakladatele tehovského hradu je považován až Reinhard z Mühlhausenu, který vesnici získal až okolo roku 1390.
V obci Tehov (434 obyvatel) byly v roce 1932 evidovány tyto živnosti a obchody: 2 hostince, kolář, kovář, 3 krejčí, lom, pekař, pila, porodní asistentka, 2 řezníci, 2 obchody se smíšeným zbožím, spořitelní a záložní spolek pro Tehov, 2 trafiky.

## Obyvatelstvo
| Rok            | 1869 | 1880 | 1890 | 1900 | 1910 | 1921 | 1930 | 1950 | 1961 | 1970 | 1980 | 1991 | 2001 | 2011 | 2021  |
| -------------- | ---- | ---- | ---- | ---- | ---- | ---- | ---- | ---- | ---- | ---- | ---- | ---- | ---- | ---- | ----- |
| Počet obyvatel | 476  | 426  | 468  | 446  | 465  | 438  | 420  | 379  | 414  | 314  | 319  | 316  | 363  | 789  | 1 162 |
| Počet domů     | 60   | 66   | 72   | 77   | 83   | 89   | 94   | 167  | 99   | 92   | 93   | 113  | 130  | 239  | 366   |

## Obecní správa

### Územněsprávní začlenění
Dějiny územněsprávního začleňování zahrnují období od roku 1850 do současnosti. V chronologickém přehledu je uvedena územně administrativní příslušnost obce v roce, kdy ke změně došlo:
- 1850 země česká, kraj Praha, politický okres Jílové, soudní okres Říčany[9]
- 1855 země česká, kraj Praha, soudní okres Říčany[9]
- 1868 země česká, politický okres Český Brod, soudní okres Říčany[9]
- 1898 země česká, politický okres Žižkov, soudní okres Říčany[10]
- 1921 země česká, politický okres Žižkov sídlo Říčany, soudní okres Říčany[11]
- 1925 země česká, politický i soudní okres Říčany[12]
- 1939 země česká, Oberlandrat Praha, politický i soudní okres Říčany[13]
- 1942 země česká, Oberlandrat Praha, politický okres Praha-venkov-jih, soudní okres Říčany[14]
- 1945 země česká, správní i soudní okres Říčany[15]
- 1949 Pražský kraj, okres Říčany[16]
- 1960 Středočeský kraj, okres Praha-východ[17]

### Obecní symboly
Znak a vlajka byly obci uděleny rozhodnutím předsedy Poslanecké sněmovny Parlamentu České republiky dne 25. listopadu 2003.

## Doprava
Územím obce prochází silnice I/2 v úseku Říčany – Kutná Hora. Dále jsou zde silnice III. třídy:
- III/1011 Světice – Tehov – Strašín
- III/1013 Všestary – Tehov
- III/11315 Svojetice – Klokočná

Železniční trať ani stanice na území obce nejsou. Nejbližší železniční stanicí jsou Světice ve vzdálenosti dva kilometry ležící na trati 221 mezi Prahou a Benešovem.
V obci je autobusová zastávka „Tehov“ kterou projíždí linka Pražské integrované dopravy, linka 494, která jezdí ze Strančic přes Tehov až do Říčan, tuto linku provozuje společnost Arriva City s.r.o., v pracovní den jezdí 13 spojů a o víkendu 3 spoje.

## Pamětihodnosti
- Kostel svatého Jana Křtitele
- U domu čp. 46 se dochovaly drobné pozůstatky tehovského hradu postaveného na konci třináctého století.[5]
- Severovýchodně od vesnice leží přírodní památka Louka u Vojkova.

## Galerie

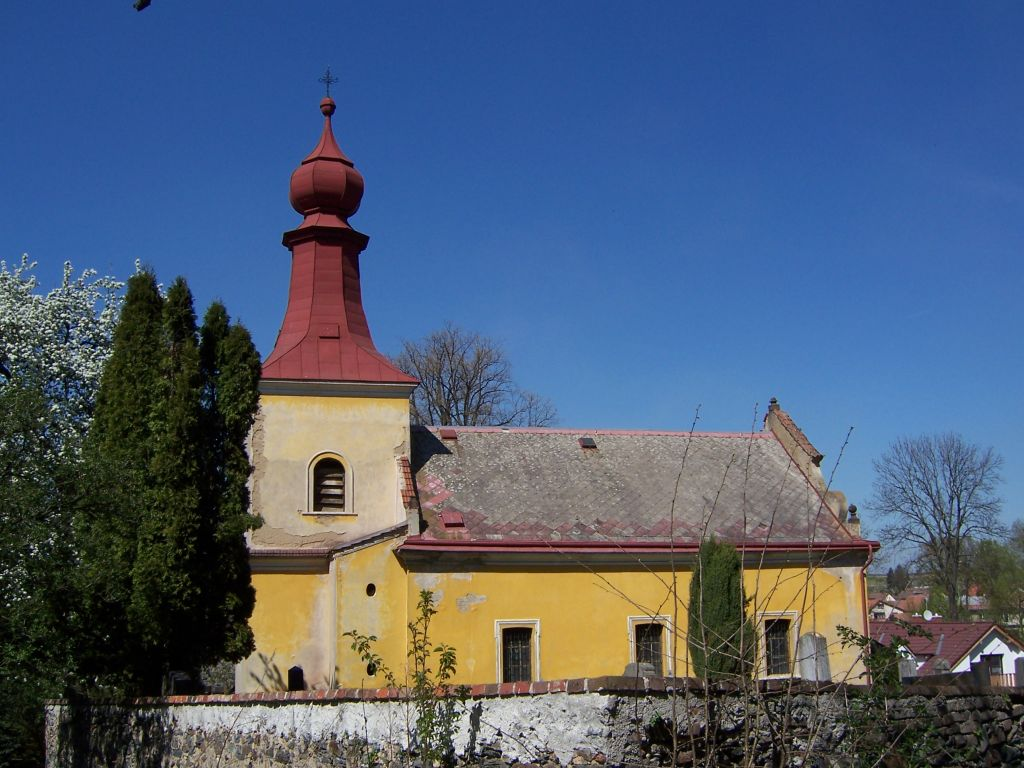
Kostel svatého Jana Křtitele (založený asi ve druhé. polovině 14. století)
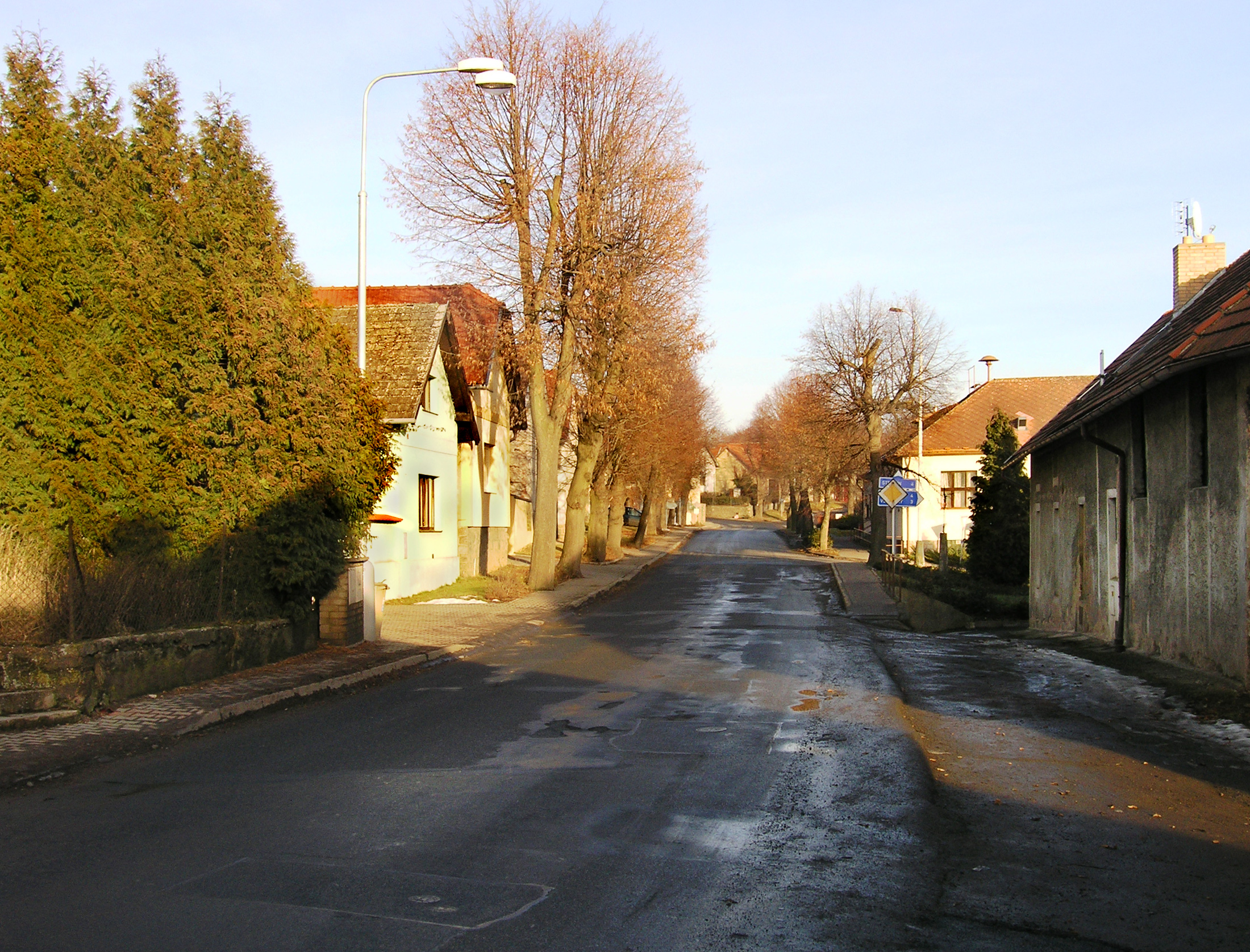
Silnice od Světic